# Ezred

A NATO térképészeti jelölése baráti ezredre.

Az ezred több zászlóaljból, illetve parancsnoki és támogató alegységekből álló katonai egység. 3-6 ezred alkot egy dandárt.
Az ezred létszáma körülbelül 700 és 2000 fő között van, parancsnoka rendszerint ezredes, régies elnevezéssel óbester.